# وردزلی
وردزلی (به انگلیسی: Wordsley) یک منطقهٔ مسکونی در بریتانیا است که در دادلی، انگلستان واقع شده‌است. وردزلی ۱۲٬۵۸۲ نفر جمعیت دارد.